# (337044) Bobdylan
Pour les articles homonymes, voir Dylan.
(337044) Bobdylan est un astéroïde de la ceinture principale.

## Description
(337044) Bobdylan est un astéroïde de la ceinture principale. Il fut découvert le 16 février 1996 à Caussols par Eric Walter Elst. Il présente une orbite caractérisée par un demi-grand axe de 2,33 UA, une excentricité de 0,15 et une inclinaison de 2,1° par rapport à l'écliptique.
Il est nommé d'après Bob Dylan, né Robert Allen Zimmerman, auteur-compositeur-interprète, musicien, peintre, poète américain, figure majeure de la musique populaire, lauréat du prix Nobel de littérature en 2016.